# 新日兹尼农村居民点
新日兹尼农村居民点（俄语：Новожизненское сельское поселение）是俄罗斯联邦沃罗涅日州安纳区所属的一个农村居民点。其下辖有8个居民点，行政中心为新日兹尼。据2016年统计，该农村居民点的人口为855人。